# ان‌جی‌سی ۲۰۲۲
ان‌جی‌سی ۲۰۲۲ (انگلیسی: NGC 2022) یک سحابی سیاره‌ای در صورت فلکی استوایی شکارچی است که در فاصله ۸٫۲۱ کیلو سال نوری از خورشید واقع شده‌است. اولین بار توسط ویلیام هرشل در ۲۸ دسامبر سال ۱۷۸۵ مشاهده شد، وی آن را چنین توصیف کرد: بسیار روشن، تقریباً گرد، مانند یک ستاره با قطر بزرگ، مانند یک سحابی سیاره ای نامشخص است.

## نگارخانه

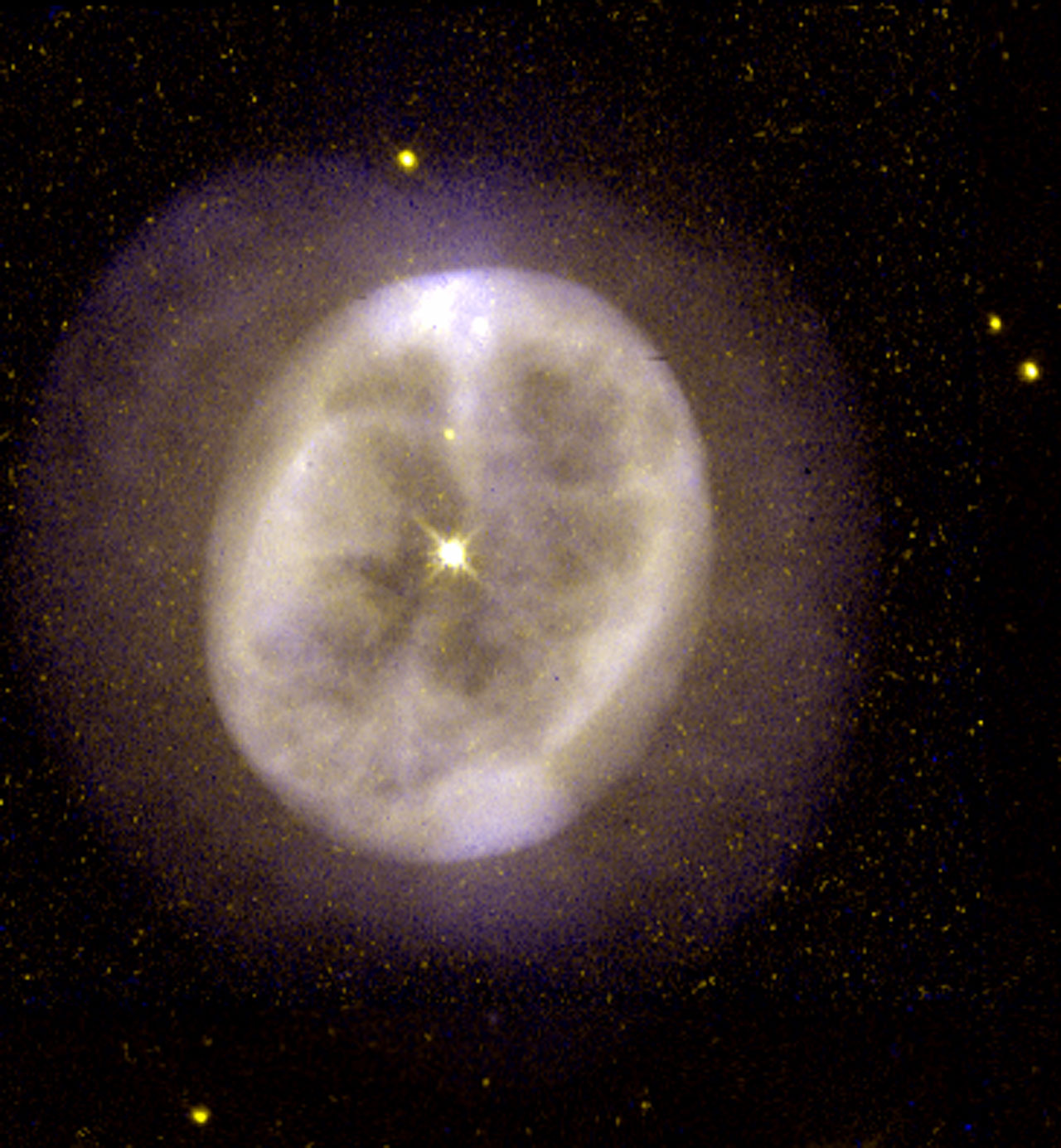
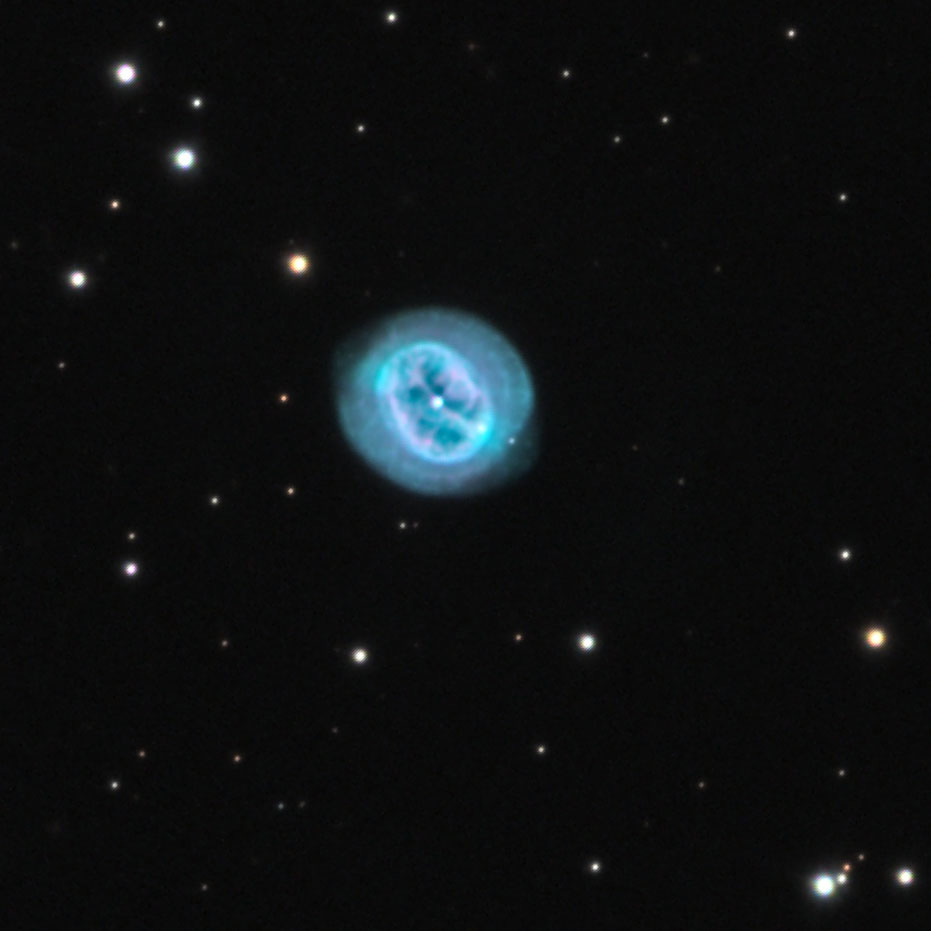